# گیتا دات
گیتا دات (انگلیسی: Geeta Dutt؛ ۲۳ نوامبر ۱۹۳۰ – ۲۰ ژوئیهٔ ۱۹۷۲) یک بازیگر و خواننده اهل بنگال بود. وی بین سال‌های ۱۹۴۶ تا ۱۹۷۱ میلادی فعالیت می‌کرد.